# 佐用範家
佐用 範家（さよう のりいえ、生没年不詳）は、鎌倉時代末期の武将。佐用城主。
佐用氏は播磨の赤松氏の一族。赤松氏初代の赤松家範の叔父・得平頼景が播磨佐用郡西山城を築城し佐用氏を称した。頼景の曾孫が範家の父・為範である。
佐用氏5代・範家は、弓の名手であり武勇の誉れ高く、元弘3年（1333年）、後醍醐天皇の皇子護良親王の令旨を受けて反幕府勢力として挙兵した赤松則村に従い各地を転戦、赤松氏範・妻鹿長宗・粟生師時・田中盛兼・田中盛泰・頓宮入道・頓宮員利と共に「赤松八大力」の一人に数えられる。
『太平記』によると、同年4月27日、久我畷の戦い（京都市伏見区）で寄せ手の鎌倉方の大将・名越高家をその強弓で討ち取った。（『太平記』巻九「山崎攻事付久我畷合戦事」）
また、建武年間（1334年～1338年）に佐用城を築城した。